# Boloria acrocnema
Boloria acrocnema е вид пеперуда от семейство Nymphalidae. Видът е уязвим и сериозно застрашен от изчезване.

## Разпространение
Разпространен е в САЩ.